# Haworthia jeffreis
Haworthia jeffreis är en grästrädsväxtart som beskrevs av M. Hayashi. Haworthia jeffreis ingår i släktet Haworthia och familjen grästrädsväxter. Inga underarter finns listade i Catalogue of Life.